# Maarten Swings
Maarten Swings (2 november 1988) is een Belgisch voormalig inline-skater en langebaanschaatser. Hij is de oudere broer van Bart Swings. 

## Carrière
Maarten Swings deed mee aan meerdere Europese en wereldkampioenschappen inline-skaten. Op de Europese kampioenschappen inline-skaten 2009 won hij goud op de 3000 meter aflossing samen met Ferre Spruyt en Bart Swings. Een jaar later won hij goud op de 5000 meter aflossing samen met Jore van den Berghe en Bart Swings. Op de EK 2011 prolongeerde hij die laatste titel, dit keer weer met Ferre Spruyt en zijn broer Bart.
In oktober 2012 reed Maarten Swings de wereldbekerlimiet op de 5000 meter ijsschaatsen waardoor hij in het seizoen 2012-2013 mee kon doen aan de wereldbekerwedstrijden op de 5000 meter en massastart.
Op 16 november 2013 reed hij met Bart en Ferre op de ploegenachtervolging in Salt Lake City naar het Belgische record; 3.45,62. Met ingang van seizoen 2014/2015 verscheen hij samen met Bart ook in de Topdivisie van het marathonschaatsen. In de winter van 2015/16 stopte hij met topsport.

## Persoonlijk records

### Schaatsen
| Afstand    | Tijd    | Datum            | Baan           |
| ---------- | ------- | ---------------- | -------------- |
| 500 meter  | 39,97   | 3 november 2013  | Calgary        |
| 1500 meter | 1.55,54 | 4 november 2011  | Calgary        |
| 3000 meter | 3.53,45 | 26 oktober 2012  | Calgary        |
| 5000 meter | 6.41,91 | 17 november 2013 | Salt Lake City |